# Stigmaphyllon aberrans
Stigmaphyllon aberrans là một loài thực vật có hoa trong họ Malpighiaceae. Loài này được C.E. Anderson miêu tả khoa học đầu tiên năm 1986.